# 镇海堤
镇海堤（/tiŋ˩˩ ŋai˩˧ te˩˧/）位于中国福建省莆田市荔城区黄石镇东甲、徐厝、遮浪、东洋、东山五个村的海滩上，2006年被列为第六批全国重点文物保护单位。
镇海堤建于唐元和年间，由福建观察使裴次元倡建，全长3.4公里。明洪武二十年（1387年），江夏侯周德兴拆毁堤石用于修建平海卫城和莆禧所城。清道光六年（1826年），以邑人陈池养为首，重修镇海堤，次年完工。1964年扩建至4.42公里。现存镇海堤全长3.5公里，基宽2.67米，顶宽1.35米，高3.67米。